# Extralarge
Extralarge (Az óriási nyomozó és Mint a buldog magyar címekkel is előfordult) egy 1991–1993 között megjelent olasz akció-krimisorozat, két évadból és 12 részből áll. Főszereplője Bud Spencer, Philip Michael Thomas, Michael Winslow, Lou Bedford és Vivian Ruiz. A tévésorozat egyes, másfélórás részei VHS-en és DVD-n is megjelentek. A sorozat készítésében Spencer fia, Giuseppe Pedersoli is részt vállalt.

## Cselekmény
Jack Costello, becenevén Extralarge, az igencsak nagy termetű exrendőr magánnyomozóként tevékenykedik Miamiban. Különböző kuncsaftok ügyei során rendre különös, jelentős zűrökkel járó, olykor életveszélyes kalandokba keveredik, de Jack nemcsak fegyverrel, hanem ököllel is leszámol az ellenfeleivel, ha a szükség úgy hozza. Az első évadban társául szegődik a karikatúrista Jean Philippe Dumas, akivel közösen derítik fel az ügyeket, a második évadban egy régi barátjának fia, Archibald lesz a társa a nyomozásokban, akit Jack gyorsan átkeresztel „Dumas”-nak. Gyakran van még segítségére régi rendőrbarátja, Sam Bosley hadnagy, ezen kívül a főbérlője, a temperamentumos Maria is színesíti az életét.

## Főszereplők
| Szerep              | Színész               | Magyar hang 1. évad* | Magyar hang 1. évad* | Magyar hang 2. évad |
| ------------------- | --------------------- | -------------------- | -------------------- | ------------------- |
| Jack Costello       | Bud Spencer           | Kránitz Lajos        | Kránitz Lajos        | Bujtor István       |
| Jean Philippe Dumas | Philip Michael Thomas | Mikula Sándor        | Józsa Imre           | nem szerepel        |
| Archibald/„Dumas”   | Michael Winslow       | nem szerepel         | nem szerepel         | Kerekes József      |
| Sam Bosley hadnagy  | Lou Bedford           | Simon György         | Cs. Németh Lajos     | Kristóf Tibor       |
| Maria Martinez      | Vivian Ruiz           | Kiss Mari            | Borbás Gabi          | Pálos Zsuzsa        |

*Az első évadot az RTL Klub később újraszinkronizáltatta

## Epizódok
- Első évad (1991–1992)

1. Az enyveskezű
2. Ágyúgolyó
3. Fekete mágia
4. Jo-Jo
5. A Miami-ügy/Gyilkosság Miamiban
6. Mozgó célpont

- Második évad (1993)

1. A Nap ura
2. Gonzales bosszúja
3. Gyémántok
4. A nindzsa árnyéka
5. A kondor misszió
6. Indiánok